# Райнхард I фон Вестербург
Райнхард I фон Вестербург (на немски: Reinhard I von Westerburg; * ок. 1308, Вестербург; † между 7 април 1353 и 31 декември 1353) е господар на Вестербург във Вестервалд.

## Произход
Той е големият син на Зигфрид II фон Вестербург († 1315) и съпругата му Аделхайд фон Бургзолмс († 1332), дъщеря на Хайнрих III фон Золмс-Бургзолмс († 1314). Брат е на Хайнрих († 1321) и Имагина фон Вестербург († 1388), омъжена за граф Хайнрих I фон Насау-Байлщайн († 1380). Роднина е на Зигфрид фон Вестербург († 1297), архиепископ на Кьолн (1274 – 1297).

## Фамилия
Първи брак: на 13 декември 1331 г. с Берта (Бехте) фон Фалкенщайн († между 9 август 1342 и 31 декември 1342), дъщеря на Филип IV фон Фалкенщайн († сл. 1328) и втората му съпруга Аделхайд (Удалхилдис) фон Ринек († 1313). Берта е по-голяма полусестра на Куно II фон Фалкенщайн, архиепископ на Трир (1362 – 1388). Те имат децата:
- Йохан I фон Вестербург (1332 – 1370), граф на Вестербург, женен през 1353 г. за графиня Кунигунда фон Сайн († 1383), дъщеря на граф Йохан II фон Сайн
- Аделхайд фон Вестербург († сл. 14 октомври 1367), омъжена 1349 г. за граф Йохан III фон Сайн († 1409)
- Гертруд фон Вестербург († 1397), омъжена за граф Герхард V фон Диц († сл. 1386)

Втори брак: през 1343 г. с Кунигунда фон Меренберг († сл. 1360), дъщеря на Хартрад фон Меренберг († сл. 1328) и Лиза фон Сайн († сл. 1328), дъщеря на граф Йохан I фон Сайн († 1324). Те имат децата:
- Зигфрид († 1404), каноник в Кьолн (1353 – 1404), господар на Шаумбург
- Хартрад, каноник в Кьолн (1353 – 1387)
- Йохан († 1353)
- Имагина († 1412), монахиня в Есен и Релингхаузен
- Кунигунда († 1381), монахиня в Кьолн (1374 – 1381)